# Bildende Kunst in Israel

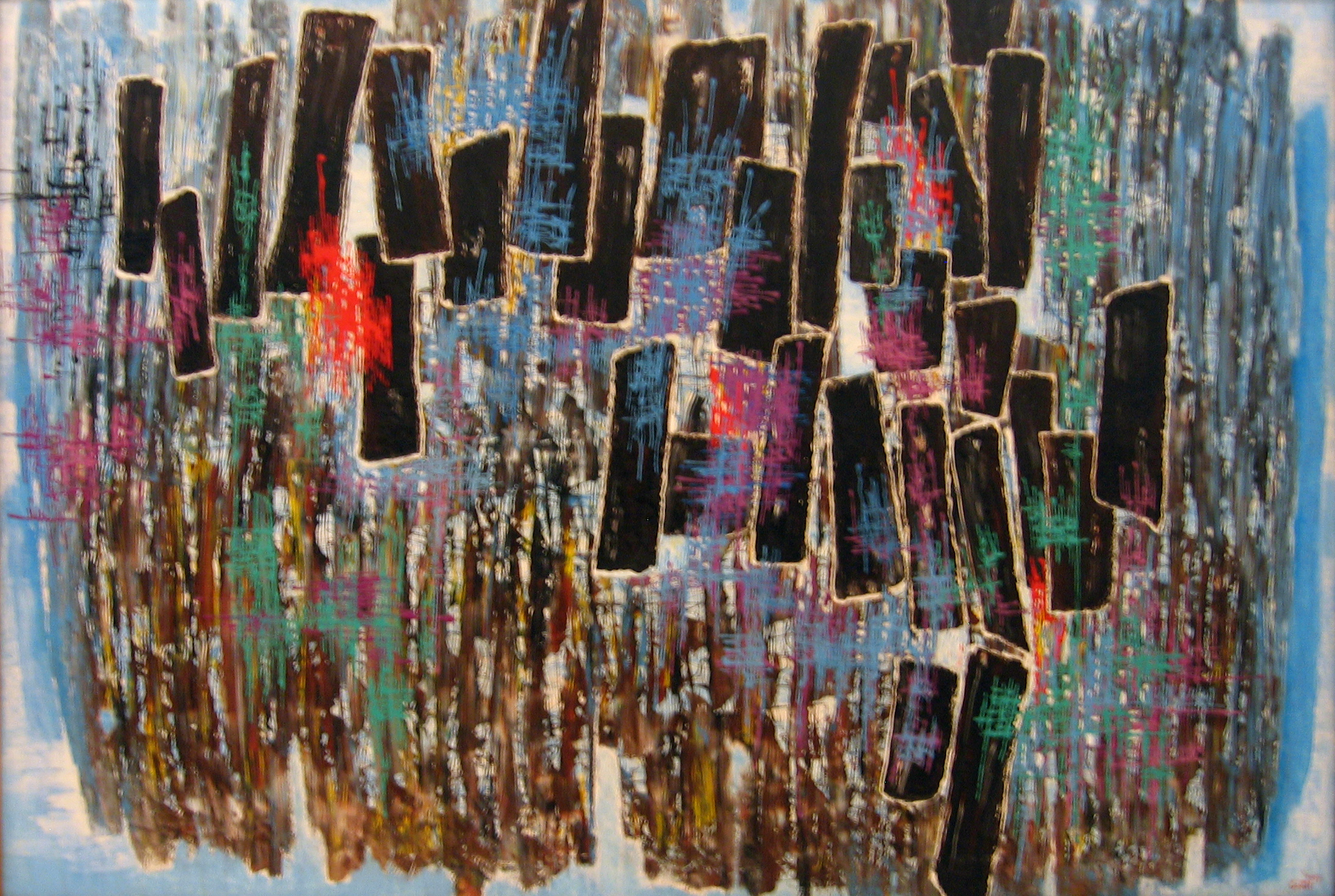
Mosche Kastel: Alléluia

Unter bildender Kunst in Israel versteht man Kunstwerke, die vom Ende des 19. Jahrhunderts bis 1948 zunächst in der Region Palästina und dann in Israel und den besetzten palästinensischen Gebieten von israelischen Künstlern geschaffen wurde. Die bildende Kunst in Israel umfasst ein breites Spektrum an Techniken, Stilen und Themen, die einen Dialog mit jüdischer Kunst im Laufe der Jahrhunderte und Versuche zur Formulierung einer nationalen Identität widerspiegeln.

## Geschichte

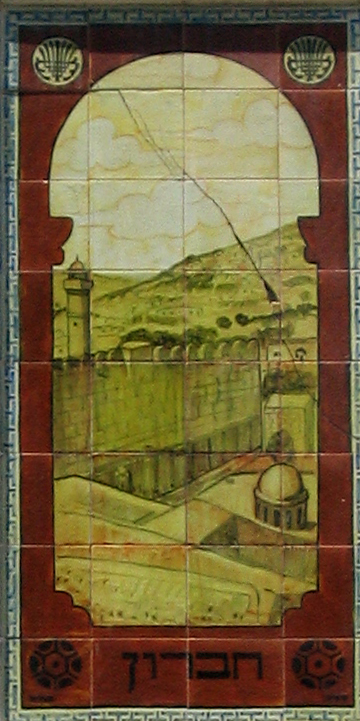
In der Ehad-Haam-Schule in Jerusalem

Im Palästina des 19. Jahrhunderts war die dekorative Kunst vorherrschend und beschränkte sich größtenteils auf religiöse und das Heilige Land betreffende Themen, um den Bedürfnissen von Besuchern und Einheimischen gleichermaßen gerecht zu werden. Die Malerei blieb im Allgemeinen innerhalb der Grenzen des Orientalismus, und frühe Fotografien neigten dazu, ihn nachzuahmen.
Zu Beginn des 20. Jahrhunderts öffnete die Bezalel-Kunstschule von Boris Shatz in Jerusalem ihre Pforten. Zu dieser Zeit predigte die Schule kunsthandwerkliche Werke, die vom Orientalismus und Jugendstil inspiriert waren.
In den 1920er Jahren ließen sich viele jüdische Maler, die vor Pogromen in Osteuropa flohen, in Tel Aviv nieder.
Im Jahr 1925 brachte Yitzhak Frenkel Frenel, der als Vater der modernen israelischen Kunst gilt, den Einfluss der Pariser Schule nach Palästina. Er unterrichtete und betreute viele aufstrebende Künstler in Tel Aviv. Dies führte dazu, dass Tel Aviv im Vergleich zu Jerusalem an Bedeutung in der Kunst gewann.
Darüber hinaus leiteten Frenkel Frenel, Kastel und andere Künstler die Bewegung israelischer Künstler in das Künstlerviertel Safed und führten in den 1950er, 1960er und 1970er Jahren zu einem goldenen Zeitalter der Kunst in der Stadt.